# Линалилацетат
Линалилацетат (ацетат 3,7-диметил-1,6-октадиен-3-ола) — сложный эфир линалоола и уксусной кислоты, относящийся к терпеноидам.

## Свойства
Бесцветная жидкость с запахом бергамота.
Как и линалоол, может находиться в двух изомерных формах, для которых:
- [α]D20 = +5,45о для (+)-линалилацетата
- [α]D20 = −6,75о для (-)-линалилацетата

- Пороговая концентрация запаха 1,33⋅10−8 г/л

Растворим в этаноле, пропиленгликоле, эфирных маслах. В 70%-ном водном растворе этанола растворим в соотношении 1:7. В воде и глицерине нерастворим.

## Нахождение в природе
В природе линалилацетат содержится во многих эфирных маслах, например, в лавандовом, лавандиновом, бергамотном, где его содержание достигает 25—60 %.

## Получение
Линалилацетат получают синтетически ацетилированием линалоола в мягких условиях, либо гидрированием ацетата дегидролиналоола в присутствии палладиевых катализаторов.

## Применение
Линалилацетат применяют как компонент парфюмерных композиций, отдушек для мыла и косметических изделий.